# 帕里西地区丰特奈
帕里西地区丰特奈（法語：Fontenay-en-Parisis，法語發音：[fɔ̃tnɛ ɑ̃ paʁizi] ⓘ）是法国法兰西岛大区瓦兹河谷省的一个市镇，属于萨塞勒区。

## 地理
帕里西地区丰特奈（49°3'10"N, 2°27'1"E）面积10.84 平方千米，位于法国法蘭西島大區瓦兹河谷省，该省份为法国北部内陆省份，北起瓦兹省，西接厄尔省，南至塞纳-圣但尼省、上塞纳省和伊夫林省，东临塞纳-马恩省。
与帕里西地区丰特奈接壤的市镇（或旧市镇、城区）包括：卢夫尔、古桑维尔、布克瓦勒、法兰西地区沙特奈、法兰西地区马雷伊、勒梅尼勒欧布里、勒普莱西加索、法蘭西地區皮瑟。

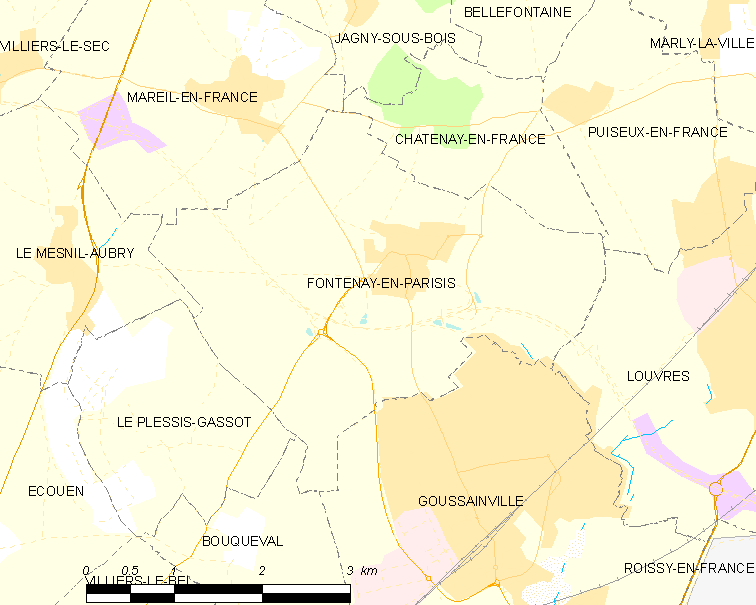
帕里西地区丰特奈的OSM定位图

帕里西地区丰特奈的时区为UTC+01:00、UTC+02:00（夏令时）。

## 行政
帕里西地区丰特奈的邮政编码为95190，INSEE市镇编码为95241。

## 政治
帕里西地区丰特奈所属的省级选区为福斯县。

## 人口

1962-2008年间帕里西地区丰特奈人口变化图示

帕里西地区丰特奈于2022年1月1日时的人口数量为2220人。